# Cynopterus sphinx
Cynopterus sphinx är en däggdjursart som först beskrevs av Martin Vahl 1797.  Cynopterus sphinx ingår i släktet Cynopterus och familjen flyghundar. IUCN kategoriserar arten globalt som livskraftig.
Inga underarter finns listade i Catalogue of Life. Wilson & Reeder (2005) skiljer mellan 6 underarter.
Arten når en kroppslängd (huvud och bål) av 89 till 109 mm, en svanslängd av 13 till 18 mm och en underarmlängd av 67 till 76 mm. Den har vanligen en vingspann av 380 mm. Honor är med en vikt av 34,5 till 53 g ofta lättare än hanar som väger 28 till 70 g. På Salomonöarna och Sri Lanka är båda kön ungefär lika tunga. Pälsens färg varierar beroende på utbredningsområde men hanar har alltid en kraftigare färg. I Sydostasien har arten ofta en brun till olivbrun grundfärg. Cynopterus sphinx har nakna öron med en ljusare kant. I Indien förekommer hos hanar ofta en orange mantel kring axlarna och honor har en ljusbrun mantel.
Denna flyghund förekommer i södra och sydöstra Asien från östra Pakistan och södra Kina till Sri Lanka, Sumatra, södra Sulawesi och Sumbawa. Habitatet varierar, arten hittas bland annat i skogar och i regioner med jordbruksmark och stadsparker.
Vanligen lever en liten flock med upp till 7 medlemmar tillsammans. De vilar bland annat i stora blad som modifieras till ett tältliknande bo. Annars gömmer sig gruppen i den täta växtligheten. Cynopterus sphinx äter olika frukter. I kyliga områden har honor två parningstider per år och i varma regioner kan de para sig hela året. Per kull föds allmänt ett ungdjur.
Dräktigheten varar ungefär 120 dagar. Ungen diar sin mor cirka fyra veckor. Könsmognaden infaller hos honor efter 5 till 6 månader och hos hanar efter ett år. I fångenskap kan arten leva 10 år.